# Efecte hivernacle descontrolat
Un efecte hivernacle descontrolat es produirà quan l'atmosfera d'un planeta conté gasos d'efecte hivernacle en una quantitat suficient per bloquejar la radiació tèrmica que surti del planeta, evitant que el planeta es refredi i que tingui aigua líquida a la seva superfície. Una versió descontrolada de l'efecte hivernacle es pot definir per un límit a la radiació sortint d'ona llarga d'un planeta que s'assoleix de forma asimptòtica a causa de les temperatures superficials més elevades que evaporen l'aigua a l'atmosfera, augmentant la seva profunditat òptica. Aquesta retroalimentació positiva significa que el planeta no es pot refredar a través de la radiació d'ona llarga (mitjançant la llei de Stefan-Boltzmann) i continua escalfant-se fins que pot irradiar fora de les bandes d'absorció del vapor d'aigua.
L'efecte hivernacle descontrolat sovint es formula amb vapor d'aigua com a espècie condensable. El vapor d'aigua arriba a l'estratosfera i s'escapa a l'espai mitjançant una fuita hidrodinàmica, que dóna lloc a un planeta dessecat. Això probablement va passar a la història primerenca de Venus.
La recerca realitzada l'any 2012 va trobar que gairebé totes les línies d'evidència indiquen que és poc probable que sigui possible desencadenar un hivernacle descontrolat complet a la Terra afegint gasos d'efecte hivernacle a l'atmosfera. Tanmateix, els autors van advertir que "la nostra comprensió de la dinàmica, la termodinàmica, la transferència radiativa i la física dels núvols de les atmosferes calentes i vaporoses és feble", i que "per tant, no podem descartar completament la possibilitat que les accions humanes puguin provocar una transició", si no a la fugida total, almenys a un estat de clima molt més càlid que l'actual".
Un efecte hivernacle desbocat similar a Venus sembla que pràcticament no té cap possibilitat de ser causat per persones. Un article de 2013 va concloure que l'hivernacle desbocat "en teoria podria ser provocat per un major forçament d'hivernacle", però que "les emissions antropogèniques probablement siguin insuficients". Les condicions semblants a Venus a la Terra requereixen un forçament gran a llarg termini que és poc probable que es produeixi fins que el sol s'il·lumini en unes desenes de percentatges, cosa que trigarà uns quants milers de milions d'anys. S'espera que la Terra experimenti un efecte hivernacle "en uns 2.000 milions d'anys a mesura que augmenta la lluminositat solar".

## Història

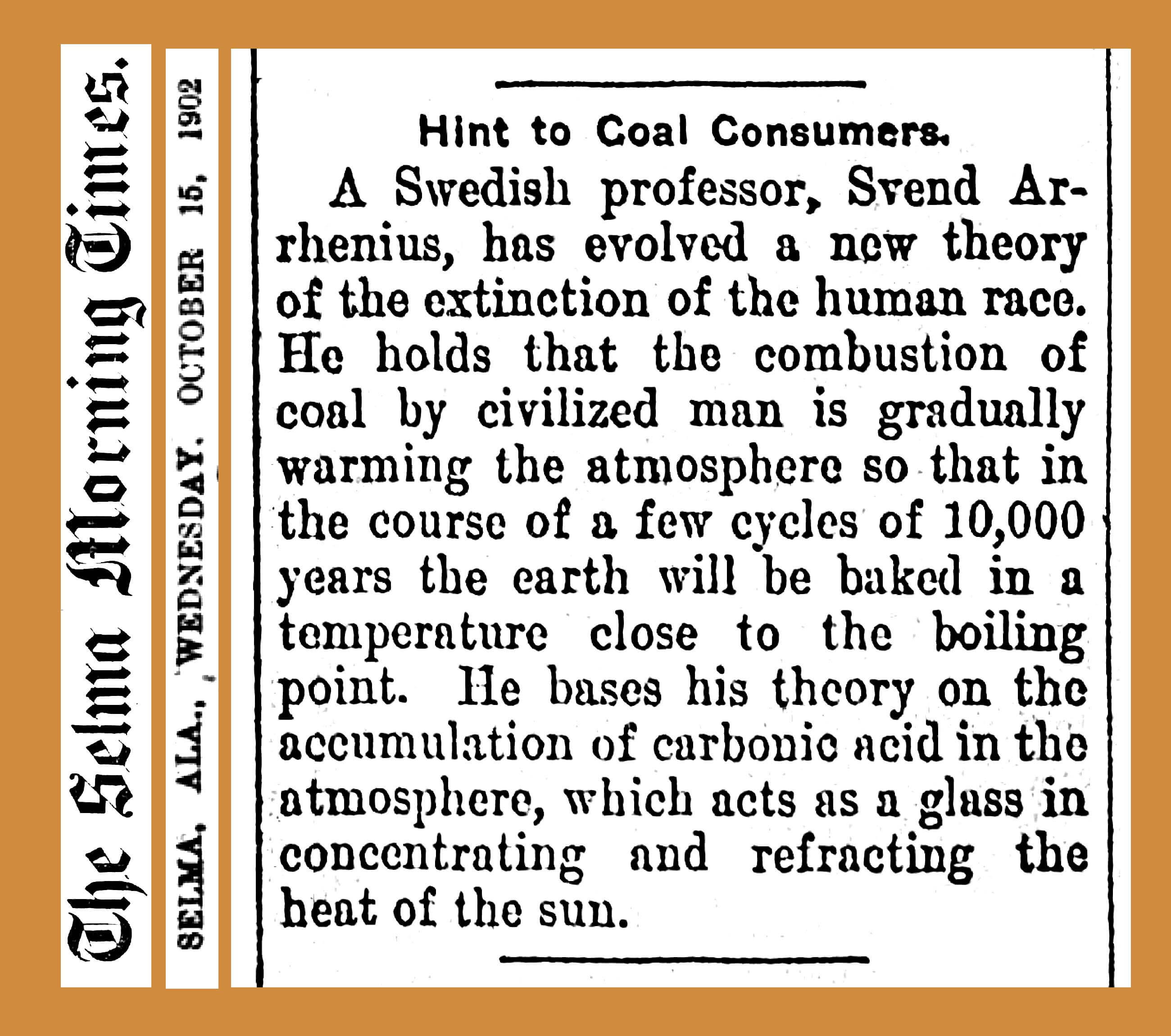
Aquest article de 1902 atribueix al premi Nobel suec (de química) Svante Arrhenius una teoria que la combustió del carbó podria eventualment conduir a un grau d'escalfament global causant l'extinció de la humanitat.

Mentre que el terme va ser encunyat pel científic de Caltech Andrew Ingersoll en un article que descrivia un model de l'atmosfera de Venus, la idea inicial d'un límit a la radiació infraroja terrestre sortint va ser publicada per George Simpson el 1927. Makoto Komabayashi va explorar la física rellevant per a l'efecte hivernacle desbocat, anomenat més tard, a la Universitat de Nagoya. Suposant una estratosfera saturada de vapor d'aigua, Komabayashi i Ingersoll van calcular de manera independent el límit de la radiació infraroja sortint que defineix l'estat d'hivernacle desbocat. El límit es coneix ara com el límit Komabayashi–Ingersoll per reconèixer les seves contribucions.

## Física

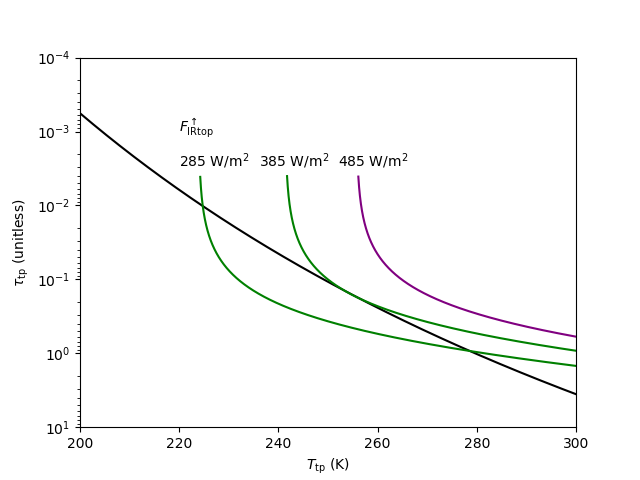
Gràfic de la profunditat òptica de la tropopausa per temperatura de la tropopausa, que il·lustra el límit Komabayashi–Ingersoll de 385 W/m^{2} mitjançant equacions i valors de Nakajima et al. (1992) "Un estudi sobre l'efecte hivernacle descontrolat amb un model d'equilibri radiatiu-convectiu unidimensional". El límit Komabayashi-Ingersoll és el valor de la radiació sortint d'ona llarga (FIRtop) més enllà del qual les línies no es tallen.

Un efecte hivernacle descontrolat es produeix quan els gasos d'efecte hivernacle s'acumulen a l'atmosfera a través d'un cicle de retroalimentació positiva fins a tal punt que impedeixen substancialment que la calor irradiada s'escapi a l'espai, augmentant així molt la temperatura del planeta.
L'efecte hivernacle descontrolat sovint es formula en termes de com canvia la temperatura superficial d'un planeta amb diferents quantitats de llum estel·lar rebuda. Si se suposa que el planeta està en equilibri radiatiu, llavors l'estat d'hivernacle descontrolat es calcula com l'estat d'equilibri en què l'aigua no pot existir en forma líquida. El vapor d'aigua es perd a l'espai a través de la escapada hidrodinàmica. En equilibri radiatiu, la radiació sortint d'ona llarga (RSOL) d'un planeta ha d'equilibrar el flux estel·lar entrant.
La llei de Stefan-Boltzmann és un exemple de retroalimentació negativa que estabilitza el sistema climàtic d'un planeta. Si la Terra rebés més llum solar, es produiria un desequilibri temporal (més energia a l'entrada que a l'exterior) i es produiria un escalfament. Tanmateix, com que la resposta de Stefan-Boltzmann exigeix que aquest planeta més calent emeti més energia, finalment es pot aconseguir un nou equilibri de radiació i la temperatura es mantindrà en el seu nou valor més alt. Les retroalimentacions positives del canvi climàtic amplifiquen els canvis al sistema climàtic i poden conduir a efectes desestabilitzadors per al clima. Un augment de la temperatura dels gasos d'efecte hivernacle que condueix a un augment del vapor d'aigua (que en si mateix és un gas d'efecte hivernacle) que provoca un escalfament addicional és una retroalimentació positiva, però no un efecte descontrolat, a la Terra. Els efectes de retroalimentació positiva són habituals (per exemple, retroalimentació de l'albedo del gel), però els efectes de fugida no emergeixen necessàriament de la seva presència. Tot i que l'aigua juga un paper important en el procés, l'efecte hivernacle descontrolat no és el resultat de la retroalimentació del vapor d'aigua.
L'efecte hivernacle descontrolat es pot veure com un límit a la radiació sortint d'ona llarga d'un planeta que, quan se supera, dóna lloc a un estat en què l'aigua no pot existir en la seva forma líquida (per tant, tots els oceans s'han "evaporat"). La radiació d'ona llarga que surt d'un planeta està limitada per aquesta aigua evaporada, que és un gas d'efecte hivernacle eficaç i bloqueja la radiació infraroja addicional a mesura que s'acumula a l'atmosfera. Suposant l'equilibri radiatiu, els límits descontrolats de l'hivernacle de la radiació sortint d'ona llarga corresponen als límits de l'augment del flux estel·lar rebut per un planeta per desencadenar l'efecte hivernacle descontrolat. S'han calculat dos límits a la radiació sortint  d'ona llarga d'un planeta que es corresponen amb l'inici de l'efecte hivernacle desbocat: el límit Komabayashi-Ingersoll. i el límit Simpson–Nakajima. En aquests valors, l'efecte hivernacle descontrolat supera la retroalimentació d'Stefan-Boltzmann, de manera que un augment de la temperatura superficial d'un planeta no augmentarà la radiació sortint d'ona llarga.
El límit Komabayashi-Ingersoll va ser el primer que es va derivar analíticament i només considera una estratosfera grisa en equilibri radiatiu. Una estratosfera grisa (o atmosfera) és un enfocament per modelar la transferència radiativa que no té en compte la dependència de la freqüència de l'absorció per part d'un gas. En el cas d'una estratosfera o atmosfera grisa, la Aproximació d'Eddington es pot utilitzar per calcular els fluxos radiatius. Aquest enfocament se centra en l'equilibri entre la radiació sortint  d'ona llarga a la tropopausa,{\textstyle F_{\text{IRtop}}^{\uparrow }}, i la profunditat òptica del vapor d'aigua, {\textstyle \tau _{\text{tp}}}, a la tropopausa, que està determinada per la temperatura i la pressió a la tropopausa segons la tensió de vapor de saturació. Aquest equilibri es representa amb les equacions següents{\displaystyle {\begin{aligned}{\frac {1}{2}}F_{\text{IRtop}}^{\uparrow }\left({\frac {3}{2}}\tau _{\text{tp}}+1\right)&=\sigma T_{\text{tp}}^{4}\\\tau _{\text{tp}}&=\kappa _{v}p^{*}(T_{\text{tp}}){\frac {1}{g}}{\frac {m_{v}}{\bar {m}}}\end{aligned}}}On la primera equació representa el requisit d'equilibri radiatiu a la tropopausa i la segona equació representa la quantitat de vapor d'aigua present a la tropopausa. Prenent la radiació sortint d'ona llarga com a paràmetre lliure, aquestes equacions es tallaran només una vegada per a un sol valor de la radiació d'ona llarga sortint, aquest valor es pren com el límit Komabayashi-Ingersoll.ef name=":13"/> En aquest valor, la retroalimentació d'Stefan-Boltzmann es trenca perquè la temperatura tropoesfèrica necessària per mantenir el valor de la radiació sortint d'ona llarga de Komabayashi-Ingersoll dóna lloc a una profunditat òptica de vapor d'aigua que bloqueja la radiació sortint d'ona llarga necessària per refredar la tropopausa.
El límit de Simpson-Nakajima és inferior al límit de Komabayashi-Ingersoll i, per tant, és més realista pel que fa al valor al qual un planeta entra en un estat d'hivernacle descontrolat. Per exemple, tenint en compte els paràmetres utilitzats per determinar un límit Komabayashi–Ingersoll de 385 W/m2, el límit Simpson–Nakajima corresponent només és d'uns 293 W/m2. El límit Simpson–Nakajima es basa en la derivació del límit Komabayashi–Ingersoll assumint una troposfera convectiva amb una temperatura superficial i una pressió superficial que determina la profunditat òptica i la radiació sortint d'ona llarga a la tropopausa.

### Límit de l'hivernacle humit
Com que el model utilitzat per derivar el límit de Simpson-Nakajima (una estratosfera grisa en equilibri radiatiu i una troposfera convectiva) pot determinar la concentració d'aigua en funció de l'altitud, el model també es pot utilitzar per determinar la temperatura de la superfície (o a la inversa, la quantitat). de flux estel·lar) que resulta en una proporció de mescla d'aigua elevada a l'estratosfera. Tot i que aquest valor crític de la radiació sortint d'ona llarga és inferior al límit Simpson-Nakajima, encara té efectes espectaculars sobre el clima d'un planeta. Una proporció elevada de mescla d'aigua a l'estratosfera superaria els efectes d'una trampa freda i donaria lloc a una estratosfera "humida", que donaria lloc a la fotòlisi de l'aigua a l'estratosfera que, al seu torn, destruiria la capa d'ozó i, finalment, conduiria a una pèrdua d'aigua dramàtica per escapada hidrodinàmica. Aquest estat climàtic s'ha batejat com l'efecte hivernacle humit, ja que l'estat final és un planeta sense aigua, tot i que pot existir aigua líquida a la superfície del planeta durant aquest procés.

## Connexió a l'habitabilitat
El concepte de zona habitable ha estat utilitzat pels científics planetaris i els astrobiòlegs per definir una regió orbital al voltant d'una estrella en la qual un planeta (o lluna) pot mantenir aigua líquida. Segons aquesta definició, la vora interior de la zona habitable (és a dir, el punt més proper a un estel que pot estar un planeta fins que ja no pot mantenir aigua líquida) està determinada pel límit de radiació sortint d'ona llarga més enllà del qual es produeix el procés d'hivernacle descontrolat( per exemple, el límit Simpson–Nakajima). Això es deu al fet que la distància d'un planeta a la seva estrella amfitriona determina la quantitat de flux estel·lar que rep el planeta, que al seu torn determina la quantitat de radiació d'ona llarga que el planeta irradia cap a l'espai. Tot i que la zona habitable interior normalment es determina utilitzant el límit Simpson-Nakajima, també es pot determinar pel que fa al límit de l'hivernacle humit, tot i que la diferència entre els dos és sovint petita.
El càlcul de la vora interior de la zona habitable depèn molt del model utilitzat per calcular el límit Simpson-Nakajima o hivernacle humit. Els models climàtics utilitzats per calcular aquests límits han anat evolucionant al llarg del temps, amb alguns models que assumeixen una atmosfera simple unidimensional i grisa, i altres emprant una solució completa de transferència radiativa per modelar les bandes d'absorció d'aigua i diòxid de carboni. Aquests models anteriors que utilitzaven la transferència radiativa van derivar els coeficients d'absorció de l'aigua de la base de dades HITRAN, mentre que els models més nous utilitzar la base de dades HITEMP més actual i precisa, que ha donat lloc a diferents valors calculats dels límits de radiació tèrmica. S'han fet càlculs més precisos mitjançant models climàtics tridimensionals que tenen en compte efectes com la rotació planetària i les proporcions locals de mescla d'aigua, així com les retroalimentació dels núvols. L'efecte dels núvols en el càlcul dels límits de radiació tèrmica encara està en debat (concretament, si els núvols d'aigua presenten o no un efecte de retroalimentació positiu o negatiu).

## Efecte hivernacle descontrolat al Sistema solar

### Venus

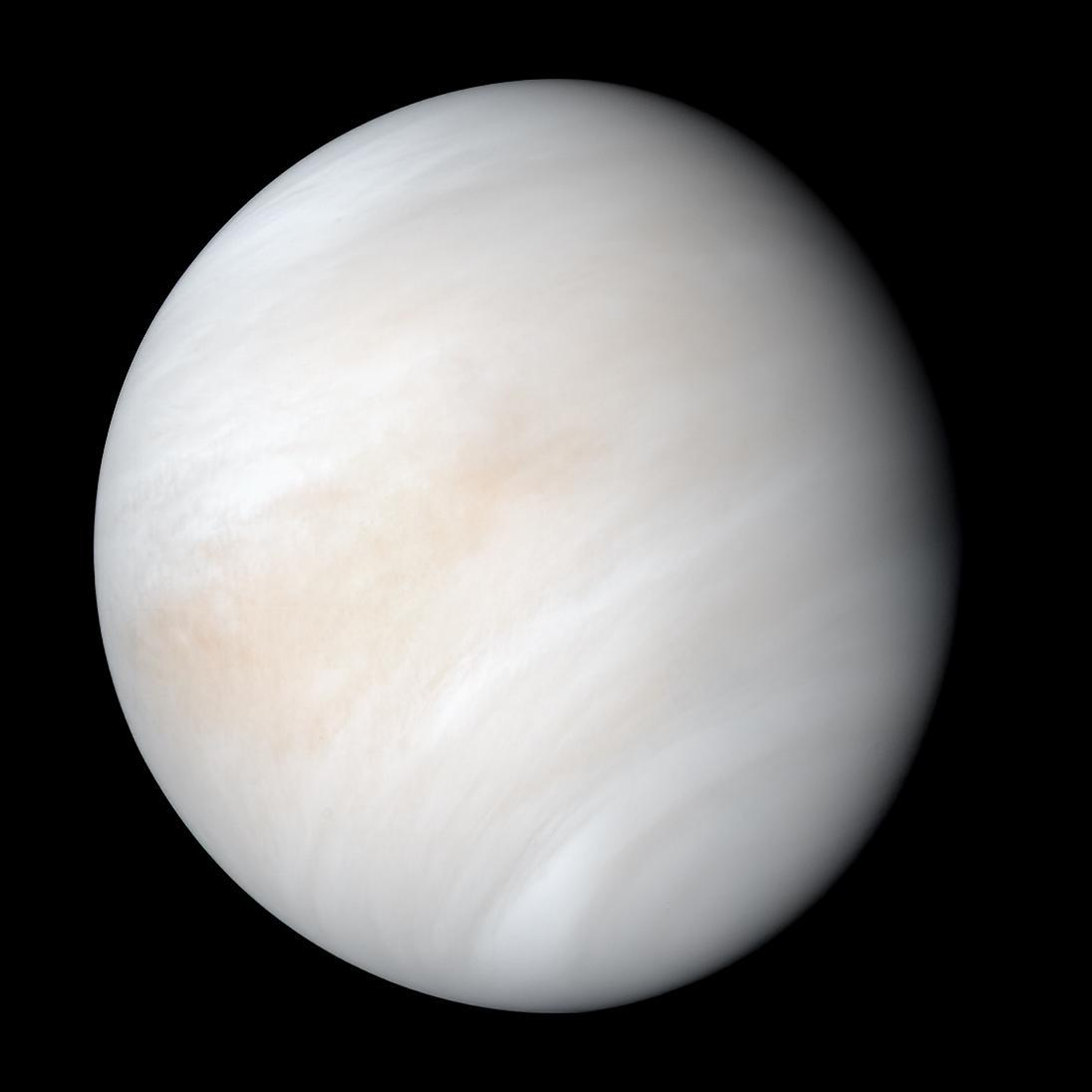
Els oceans de Venus podrien haver-se evaporat a causa d'un efecte hivernacle descontrolat.

AA Venus probablement es va produir un efecte hivernacle descontrolat que implicava diòxid de carboni i vapor d'aigua.. En aquest escenari, la primitiva Venus podria haver tingut un oceà global si la radiació tèrmica sortint estigués per sota del límit Simpson-Nakajima però per sobre del límit humit de l'hivernacle. A mesura que augmentava la brillantor del primitiu Sol, la quantitat de vapor d'aigua a l'atmosfera augmentava, augmentant la temperatura i, en conseqüència, augmentant l'evaporació de l'oceà, donant lloc finalment a la situació en què els oceans es van evaporar.
Aquest escenari ajuda a explicar per què avui dia hi ha poc vapor d'aigua a l'atmosfera de Venus. Si Venus es formés inicialment amb aigua, l'efecte hivernacle descontrolat hauria hidratat l'estratosfera de Venus, i l'aigua hauria escapat a l'espai. Algunes evidències d'aquest escenari provenen de la proporció extremadament alta de deuteri a hidrogen a l'atmosfera de Venus, aproximadament 150 vegades la de la Terra, ja que l'hidrogen lleuger s'escaparia de l'atmosfera més fàcilment que el seu isòtop més pesat, el deuteri.
Venus és escalfat tan fortament pel Sol que el vapor d'aigua pot ascendir molt més alt a l'atmosfera i dividir-se en hidrogen i oxigen per la llum ultraviolada. L'hidrogen pot escapar de l'atmosfera mentre l'oxigen es recombina o s'uneix al ferro a la superfície del planeta. Es creu que el dèficit d'aigua a Venus a causa de l'efecte hivernacle descontrolat explica per què Venus no presenta característiques superficials compatibles amb la tectònica de plaques. el que significa que seria un planeta amb tapa estancada.
El diòxid de carboni, el gas d'efecte hivernacle dominant a l'atmosfera venusiana actual, deu la seva major concentració a la feblesa del reciclatge de carboni en comparació amb la Terra, on el diòxid de carboni emès pels volcans és subduït eficientment La Terra per la tectònica de plaques a escales de temps geològiques a través del cicle carbonat-silicat, que requereix precipitació per funcionar.

## La Terra
Les primeres investigacions sobre l'efecte dels nivells de diòxid de carboni atmosfèric sobre el límit descontrolat de l'efecte hivernacle descontrolat van trobar que caldrien ordres de magnitud més grans de quantitats de diòxid de carboni per portar la Terra a un estat d'hivernacle descontrolat. Això es deu al fet que el diòxid de carboni no és tan eficaç per bloquejar la radiació sortint d'ona llarga com l'aigua. Dins dels models actuals de l'efecte hivernacle descontrolat, el diòxid de carboni (especialment el diòxid de carboni antropogènic) no sembla capaç de proporcionar l'aïllament necessari perquè la Terra arribi al límit Simpson-Nakajima.
Tanmateix, hi ha un debat sobre si el diòxid de carboni pot empènyer les temperatures de la superficie cap al límit d'efecte hivernacle humit. El científic climatòleg John Houghton va escriure l'any 2005 que "no hi ha possibilitat que les condicions d'hivernacle de [Venus] es produeixin a la Terra" No obstant això, el climatòleg James Hansen va afirmar a Storms of My Grandchildren (2009) que la crema de carbó i l'extracció de sorres bituminoses donarà lloc a un hivernacle descontrolat a la Terra. Una reavaluació de l'any 2013, de l'efecte del vapor d'aigua en els models climàtics, va mostrar que el resultat de James Hansen requeriria deu vegades la quantitat de CO2 que podríem alliberar en cremar tot el petroli, el carbó i el gas natural de l'escorça terrestre.
Igual que amb les incerteses en el càlcul de la vora interior de la zona habitable, la incertesa sobre si el CO2 pot provocar un efecte hivernacle humit es deu a les diferències en les opcions de modelització i a les incerteses que hi ha. El canvi d'utilitzar HITRAN a les llistes de línies d'absorció HITEMP més actuals en els càlculs de transferència radiativa ha demostrat que els límits anteriors d'hivernacle eren massa alts, però la quantitat necessària de diòxid de carboni faria poc probable un estat d'hivernacle humit antropogènic. Els models tridimensionals complets han demostrat que el límit d'hivernacle humid a la temperatura superficial és superior al que es troba en els models unidimensionals i, per tant, requeriria una quantitat més gran de diòxid de carboni per iniciar un hivernacle humit que en els models unidimensionals.
Altres complicacions inclouen si l'atmosfera està saturada o subsaturada amb certa humitat, nivells més alts de CO2 a l'atmosfera, donant lloc a una Terra menys calenta del que s'esperava a causa de la dispersió de Rayleigh, i si la retroalimentació dels núvols estabilitza o desestabilitza el sistema climàtic.
Per complicar encara més, les investigacions sobre la història climàtica de la Terra sovint han fet servir el terme "efecte hivernacle descontrolat" per descriure canvis climàtics a gran escala, quan no és una descripció apropiada ja que no depèn de la radiació d'ona llarga sortint de la Terra. Tot i que la Terra ha experimentat una diversitat d'extrems climàtics, aquests no són estats finals de l'evolució climàtica i, en canvi, han representat equilibris climàtics diferents dels que es veuen avui a la Terra. Per exemple, s'ha plantejat la hipòtesi que grans emissions de gasos d'efecte hivernacle podrien haver-se produït simultàniament amb l'Extinció del Permià-Triàsic o el Màxim tèrmic del Paleocè-Eocè. AA més, durant el 80% dels darrers 500 milions d'anys, es creu que la Terra va estar en estat d'hivernacle a causa de l'efecte hivernacle, quan no hi havia glaceres continentals al planeta, els nivells de diòxid de carboni i altres gasos d'efecte hivernacle (com el vapor d'aigua i el metà) eren alts, i les temperatures de la superfície del mar (SST) oscil·laven entre els 40 °C (104 ° F) als tròpics a 16 °C (65 °F) a les regions polars.

#### Futur llunyà
La majoria dels científics creuen que un efecte hivernacle descontrolat és inevitable a llarg termini, ja que el Sol es tornarà gradualment més lluminós a mesura que envelleix, i significarà el final de tota la vida a la Terra. A mesura que el Sol es tornarà un 10% més brillant d'aquí a uns mil milions d'anys, la temperatura de la superfície de la Terra arribarà als 47 °C (tret que l'albedo augmenti suficientment), provocant que la temperatura de la Terra augmenti ràpidament i que els seus oceans s'esgotin fins que esdevingui un planeta d'hivernacle, semblant a Venus actual.
La taxa de pèrdua actual és d'aproximadament un mil·límetre d'oceà per milió d'anys. Això es deu al fet que la capa superior més freda de la troposfera actua com una trampa de fred que actualment impedeix que la Terra perdi permanentment l'aigua a l'espai en l'actualitat, fins i tot amb l'escalfament global provocat per l'home (aquesta és també la raó per la qual el canvi climàtic només farà que el clima extrem esdeveniments pitjors a curt termini, la ja que una atmosfera més càlida pot contenir més humitat, com fins i tot amb l'escalfament global, la trampa del fred assegura que l'atmosfera actual encara serà massa freda per permetre que el vapor d'aigua es perdi ràpidament a l'espai). Això està sent eclipsat pels canvis a curt termini en el nivell del mar, com ara l'augment del nivell del mar a causa de la fusió de les glaceres i el gel polar. No obstant això, la velocitat s'està accelerant gradualment, a mesura que el Sol s'escalfa, fins a potser tan ràpid com un mil·límetre cada 1000 anys, fent que l'atmosfera se calenti tant sigui que la trampa del fred es empesa encara més amunt fins que finalment no aconsegueix evitar que l'aigua es perdi a l'espai.
Ward i Brownlee prediuen que hi haurà dues variacions de la futura retroalimentació de l'escalfament: l'"hivernacle humit" en què el vapor d'aigua domina la troposfera i comença a acumular-se a l'estratosfera i l'"hivernacle descontrolat" en quin vapor d'aigua es converteix en un component dominant de l'atmosfera de manera que la Terra comença a experimentar un escalfament ràpid, que podria enviar la seva temperatura superficial a més de 900 °C (1,650 °F), fent que tota la seva superfície es fongui i matant tota la vida, potser d'aquí tres mil milions d'anys. En ambdós casos, l'hivernacle humit i descontrolat afirma que la pèrdua dels oceans convertirà la Terra en un món principalment desèrtic. L'única aigua que quedaria al planeta estaria en uns quants estanys d'evaporació escampats a prop dels pols, així com enormes salines al voltant del que abans va ser el fons oceànic, com el Desert d'Atacama a Xile o la conca de Badwater a la Vall de la Mort. Els petits dipòsits d'aigua poden permetre que la vida es mantingui durant uns quants milers de milions d'anys més.
A mesura que el Sol s'il·lumina, els nivells de CO2 haurien de disminuir a causa d'un augment de l'activitat del cicle carboni-silicat corresponent a l'augment de la temperatura. Això mitigaria part de l'escalfament que experimentaria la Terra a causa de l'augment de la brillantor del Sol. Amb el temps, però, a mesura que l'aigua s'escapa, el cicle del carboni cessarà perquè la tectònica de plaques s'aturarà a causa de la necessitat d'aigua com a lubricant per a l'activitat tectònica.